# Totton and Eling
Totton and Eling is een civil parish in het bestuurlijke gebied New Forest, in het Engelse graafschap Hampshire. De plaats telt 28.970 inwoners en ligt ten westen van Southampton.